# Cantó de Canet de Rosselló
El cantó de Canet de Rosselló és una divisió administrativa francesa, situada a la Catalunya Nord, al departament dels Pirineus Orientals.

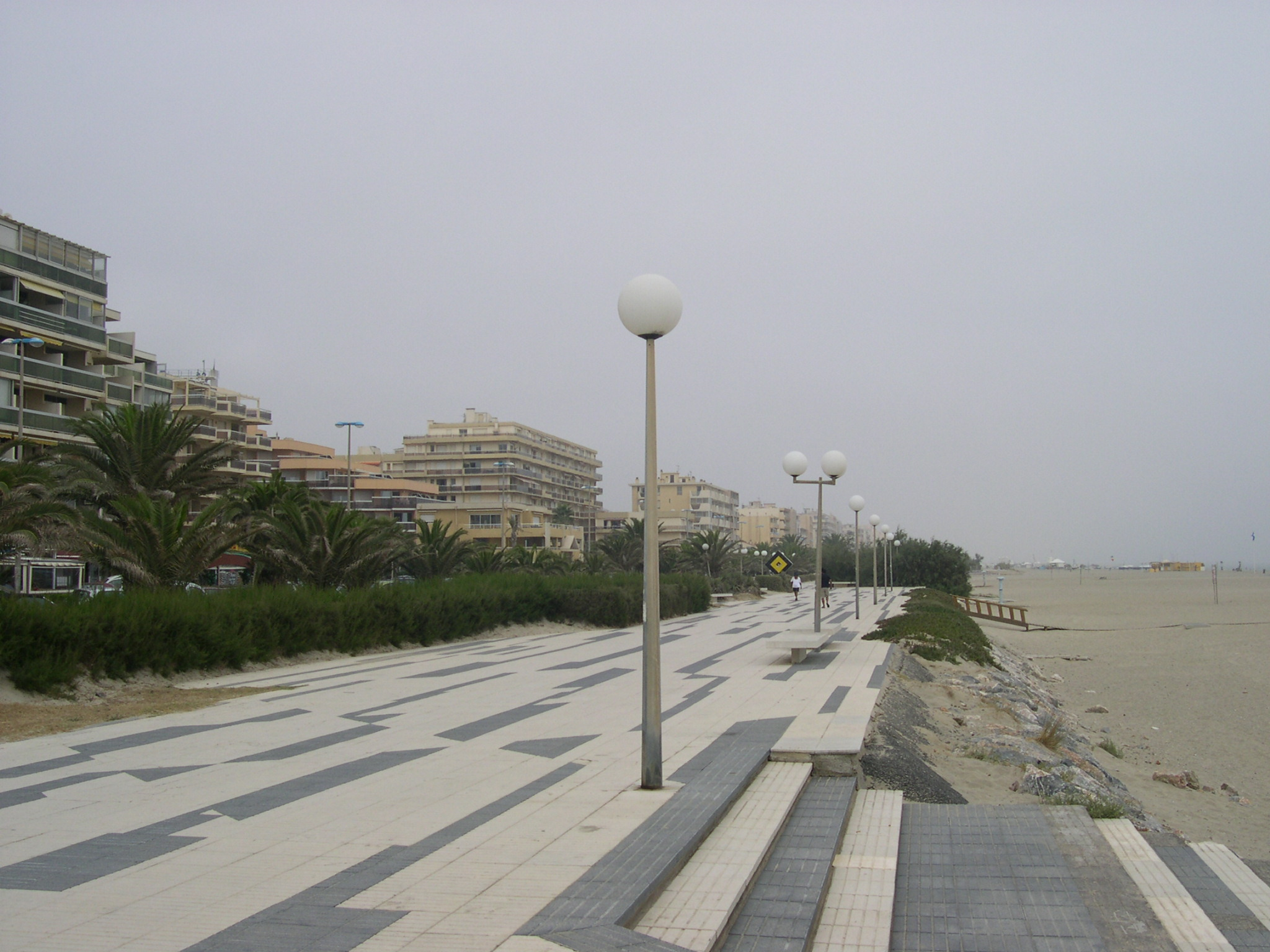
Front marítim de Canet de Rosselló

## Composició
Fins al 2015 el cantó de Canet de Rosselló estava compost per 4 comunes del Rosselló:
- Canet de Rosselló (capital del cantó)
- Santa Maria la Mar
- Sant Nazari
- Vilallonga de la Salanca

Tots formen part de la Comunitat d'aglomeració de Perpinyà-Mediterrània.
A partir del 2015 fou reconvertit en Cantó de la Costa Sorrosa (La Côte Sableuse), conserva la capitalitat de Canet de Rosselló, i hi actualment pertanyen les comunes de Salelles, Sant Cebrià de Rosselló i Sant Nazari de Rosselló, a més del mateix Canet, mentre que les de Santa Maria la Mar i Vilallonga de la Salanca han quedat incloses en el cantó de Perpinyà-2.

## Política
L'actual conseller general per aquest cantó és Pierre Roig, de la UMP, que va obtenir la victòria en la segona volta de les darreres eleccions cantonals, celebrades el 28 de març del 2004. Pierre Roig, alcalde de Santa Maria la Mar, va revalidar el seu escó en la segona volta d'aquests comicis amb el 52,56% dels vots, derrotant el candidat de l'esquerra, el socialista Jean-Jacques Gueffier, que en va obtenir el 31,93%. El candidat del Front National, Jean-Pierre Chatel, va quedar tercer amb el 15,51% dels sufragis.
D'entre els candidats que no van aconseguir els vots necessaris per a passar a la segona volta, el menys votat fou Cristòfol Soler, del Bloc Català, que només va obtenir 171 vots, és a dir, l'1,70% dels vots a candidatures.

## Consellers generals
| Data d'elecció | Identitat           | Partit       | Qualitat                    |
| -------------- | ------------------- | ------------ | --------------------------- |
| 1998- 2011     | Pierre Roig         | DVD puis UMP | Maire de Santa Maria la Mar |
| 2011- en curs  | Jean-Claude Torrens | UMP-PR       | Maire de Sant Nazari        |